# Ataxia spinicauda
Ataxia spinicauda là một loài bọ cánh cứng trong họ Cerambycidae.